# 경안천
경안천(京安川)은 경기도 용인시 호동 용해곡 상봉동쪽 계곡에서 발원하여 모현읍 · 오포1동 · 오포2동 · 경안동 일대를 지나 북쪽으로 흘러 남종면 분원리(分院里)에서 한강으로 유입하는 하천으로 지명은 경안면에서 유래하였다. 팔당호 유입 수량은 팔당호 전체의 1.6%에 불과하지만 팔당호에 미치는 오염 부하량이 16%에 이르러 국가하천으로 지정·관리되고 있다.

## 위치
경안천은 경기도 용인시처인구 호동에서 발원하여 광주시로 흘러 팔당호에  유입되는 하천으로 주요 지류 하천에는 고산천(高山川) · 직리천(直里川) · 중대천(中垈川) · 목현천(木峴川)과 곤지암천(昆池岩川) 등이 있다.

## 유래
경안천은 경안면에서 유래하였는데 『신증동국여지승람』에는 소천(小川)으로 기록되어 있으며, "주 동쪽 30리에 있는데 도미진(渡米津)으로 들어간다."는 내용이 나온다. 『해동지도』, 『광여도』, 『대동여지도』에는 우천(牛川)으로 기록되어 있다. 『중정남한지』에 "우천은 퇴촌면에 있다. 일명 소천(昭川)이라고도 하는데, 『여지도서』에는 소천(小川)으로 되어 있다. 하나의 근원은 양지에서 나와 용인 금령역(金嶺驛) 앞을 지나 북쪽으로 흘러 광주 오포면에 이르러 세피천(細皮川)이 되어 다시 동쪽으로 흘러 경안역(慶安驛) 앞에 이르며, 다른 한 근원은 양지에서 나와 광주의 도척면에 이르러 곤지암천(崐池巖川)이 되고, 또 다른 근원은 여주에서 나와 광주의 실촌면에 이르러 동북쪽으로 흘러 경안천과 합류하고 동쪽으로 흘러 퇴촌면에 이르러 우천이 된다."고 기록되어 있다. 『조선지지자료』 퇴촌면 지위동(支渭洞)과 경안면 역촌에 경안천(慶安川)이 수록되어 있다.

## 같이 보기
- 탄천
- 경안면
- 곤지암